# Гібер-Сіті (Юта)
Гібер-Сіті (англ. Heber City) — місто (англ. city) в США, в окрузі Восач штату Юта. Населення — 16 856 осіб (2020).

## Географія
Гібер-Сіті розташований за координатами 40°30′26″ пн. ш. 111°23′53″ зх. д. / 40.50722° пн. ш. 111.39806° зх. д. (40.507165, -111.398181).  За даними Бюро перепису населення США в 2010 році місто мало площу 21,78 км², уся площа — суходіл.

### Клімат
| Клімат : Гібер-Сіті                                     | Клімат : Гібер-Сіті | Клімат : Гібер-Сіті | Клімат : Гібер-Сіті | Клімат : Гібер-Сіті | Клімат : Гібер-Сіті | Клімат : Гібер-Сіті | Клімат : Гібер-Сіті | Клімат : Гібер-Сіті | Клімат : Гібер-Сіті | Клімат : Гібер-Сіті | Клімат : Гібер-Сіті | Клімат : Гібер-Сіті | Клімат : Гібер-Сіті |
| Показник                                                | Січ.                | Лют.                | Бер.                | Квіт.               | Трав.               | Черв.               | Лип.                | Серп.               | Вер.                | Жовт.               | Лист.               | Груд.               | Рік                 |
| Абсолютний максимум, °C                                 | 15,6                | 20,0                | 26,1                | 30,0                | 33,3                | 37,8                | 40,6                | 38,9                | 36,7                | 31,1                | 25,6                | 20,0                | 40,6                |
| Середній максимум, °C                                   | 1,6                 | 4,0                 | 9,2                 | 15,4                | 20,9                | 26,4                | 30,9                | 29,9                | 25,1                | 18,6                | 9,7                 | 2,8                 | 16,3                |
| Середній мінімум, °C                                    | −12,8               | −10,6               | −5,6                | −1,7                | 2,0                 | 5,1                 | 8,6                 | 7,8                 | 3,2                 | −1,5                | −6,2                | −10,9               | −1,8                |
| Абсолютний мінімум, °C                                  | −37,2               | −38,9               | −27,2               | −17,8               | −9,4                | −3,9                | −2,8                | −4,4                | −11,1               | −14,4               | −30,6               | −37,8               | −38,9               |
| Норма опадів, мм                                        | 48                  | 43                  | 38                  | 33                  | 33                  | 21                  | 19                  | 25                  | 27                  | 36                  | 36                  | 42                  | 401                 |
| ------------------------------------------------------- | ------------------- | ------------------- | ------------------- | ------------------- | ------------------- | ------------------- | ------------------- | ------------------- | ------------------- | ------------------- | ------------------- | ------------------- | ------------------- |
| Джерело: https://wrcc.dri.edu/cgi-bin/cliMAIN.pl?ut3809 |                     |                     |                     |                     |                     |                     |                     |                     |                     |                     |                     |                     |                     |

## Демографія
Згідно з переписом 2010 року, у місті мешкали 11 362 особи в 3362 домогосподарствах у складі 2668 родин. Густота населення становила 522 особи/км².  Було 3637 помешкань (167/км²).
Расовий склад населення:
| - 87,7 % — білих - 1,1 % — азіатів - 0,8 % — корінних американців - 0,4 % — чорних або афроамериканців - 0,1 % — вихідців з тихоокеанських островів - 8,2 % — осіб інших рас |

До двох чи більше рас належало 1,6 %. Частка іспаномовних становила 18,4 % від усіх жителів.
За віковим діапазоном населення розподілялося таким чином: 37,1 % — особи молодші 18 років, 56,6 % — особи у віці 18—64 років, 6,3 % — особи у віці 65 років та старші. Медіана віку мешканця становила 28,5 року. На 100 осіб жіночої статі у місті припадало 102,2 чоловіків;  на 100 жінок у віці від 18 років та старших — 98,3 чоловіків також старших 18 років.
Середній дохід на одне домашнє господарство  становив 70 041 долар США (медіана — 60 171), а середній дохід на одну сім'ю — 74 612 долари (медіана — 64 102). Медіана доходів становила 53 526 доларів для чоловіків та 32 574 долари для жінок. За межею бідності перебувало 14,9 % осіб, у тому числі 18,2 % дітей у віці до 18 років та 7,5 % осіб у віці 65 років та старших.
Цивільне працевлаштоване населення становило 6083 особи. Основні галузі зайнятості: мистецтво, розваги та відпочинок — 19,2 %, освіта, охорона здоров'я та соціальна допомога — 18,8 %, роздрібна торгівля — 15,0 %.